# The Trail of Hate
Pour plus de détails, voir Fiche technique et Distribution.
The Trail of Hate  est un court métrage américain écrit, réalisé et interprété par John Ford, sorti en 1917.

## Fiche technique
- Titre original : The Trail of Hate
- Réalisation : John Ford
- Scénario : John Ford
- Société de production : New York Motion Picture Company
- Société de distribution :  The Universal Film Manufacturing Company
- Pays d'origine :  États-Unis
- Langue originale : anglais
- Format : noir et blanc — 35 mm — 1,37:1  — Muet
- Genre : Western
- Durée : 2 bobines
- Date de sortie :
  - États-Unis : 28 avril 1917

## Distribution
- John Ford : Lieutenant Jack Brewer
- Louise Granville : Madge
- Duke Worne : Capitaine Dana Holden
- Jack Lawton : Le Suédois

## Autour du film
Ce film est présumé perdu